# Enterprise Service Bus

ESB

O Enterprise Service Bus (ESB) se refere à arquitetura de construção de software tipicamente implementado em tecnologias encontradas na categoria de produtos de infra-estrutura de middleware.
Normalmente baseado no reconhecimento de padrões, que fornecem uma base de serviços para arquiteturas mais complexas via um driver de evento e padrões baseados em mensagens (BUS).
Um ESB geralmente fornece uma abstração de camadas na implementação de um sistema empresarial de mensagens, que permita integração da arquitetura para explorar o valor das mensagens sem escrever código. Contrariando a clássica integração de aplicações comerciais (EAI).
A base de um enterprise service bus é construída da quebra de funções básicas em partes, que são distribuídas onde for preciso.
ESB não implementa uma arquitetura orientada a serviço (SOA), mas fornece as características para que possa ser implementado. ESB não necessariamente precisa ser implementado usando web services. ESB devem ser baseados em padrões flexíveis, suportando vários meios de transporte. Baseado no EAI melhor que padrões SOA, ele tenta remover o acoplamento entre o serviço chamado e o meio de transporte.
A maioria dos fornecedores de ESB constroem agora ESBs para incorporar princípios de SOA e para aumentar suas vendas, por exemplo Business Process Execution Language(BPEL).

## Arquitetura ESB
A palavra "bus" é a referência para o meio físico que carrega bits entre dispositivos em um computador. O ESB serve a uma função análoga a alto nível de abstração. Em uma arquitetura empresarial fazendo uso de um ESB, uma aplicação irá comunicar via barramento, que atua como um message broker entre aplicações. A principal vantagem de com uma aproximação é a redução de conexões ponto a ponto necessárias para permitir a comunicação entre aplicações. Isto por sua vez afeta diretamente na simplificação das mudanças de sistema. Por reduzir o número de conexões ponto a ponto para uma aplicação específica, o processo de adaptar um sistema às mudanças em um de seus componentes torna-se mais fácil.